# Mednarodna standardna številka serijske publikacije
Mednarodna standardna serijska številka oz. ISSN (kratica za International Standard Serial Number) je unikatna osem-mestna številka, uporabljena za označevanje tiskanih ali elektronskih periodičnih publikacij. Sistem ISSN je bil sprejet kot mednarodni standard ISO 3297 leta 1975. Pododbor ISO TC 46/SC 9 je odgovoren za ta standard.

### Serijska publikacija
Serijska publikacija je publikacija v tiskani ali drugačni obliki, ki izhaja v zaporednih delih, običajno s številčnimi ali časovnimi oznakami in se nadaljuje brez predvidenega konca. K serijskim publikacijam štejemo periodične publikacije, časnike, letne publikacije (poročila, letopise, imenike), časopise, spomenice, almanahe ter knjižne zbirke.

### Elektronska ISSN
e-ISSN (ali eISSN) je standardizirana oznaka za "Elektronski ISSN", ISSN za verzijo izdaj v elektronski obliki (spletna različica).